# Tasio
Javier Etayo Larrainzar (Sesma, 1954), més conegut amb el sobrenom de Tasio, és un dibuixant basc. Després d'estudiar magisteri i exercir durant deu anys, des del 1988 es dedica a l'humor gràfic. Va treballar al diari Egin des del 1991 fins al seu tancament per ordre judicial el 1998. Després va passar a publicar a Euskadi Información. D'ençà el 2006 va signar les seves vinyetes diàries a Gara fins al 2019.
Al llarg de la seva trajectòria artística ha fet més de 10.000 vinyetes, ha publicat diverses compilacions de dibuixos, ha rebut una vintena de premis per la seva obra en diferents països i ha participat en nombroses exposicions individuals i col·lectives.